# 喜連川氏信
喜連川 氏信（きつれがわ うじのぶ）は、江戸時代中期の下野国喜連川藩の世嗣。官位は右衛門督。

## 略歴
2代藩主・喜連川尊信の次男として誕生。生母は先代喜連川尊信の正室（家臣三浦掃部清右衛門の娘）。3代藩主・喜連川昭氏とは異母兄弟。
幕命により、父・尊信は狂乱を理由に隠居中で、氏信の生誕時は兄・昭氏（9歳）が既に藩主であった。寛文8年（1668年）、病気の兄・昭氏の名代として初参府し、年頭の御礼を言上して徳川家綱に初御目見した。寛文9年（1669年）に昭氏の養子となる。しかし家督を継ぐことなく、翌寛文10年（1670年）に21歳で死去した。
代わって、関東足利氏一門の宮原家から氏春が昭氏の婿養子に迎えられ嫡子となった。